# George Henry Verrall
George Henry Verrall (7 februari 1848 Lewes, Sussex - 16 september 1911 Newmarket, Suffolk) was een Brits entomoloog, botanicus en politicus. 
Verrall werd geboren in Lewes, Sussex. Hij volgde zijn opleiding aan de Lewes Grammar School. Hij werd secretaris van zijn oudere broer, John Frederick Verrall, die wedstrijdleider was op een paardenrenbaan. Toen John stierf in 1877, volgde George hem op. Hij verhuisde in 1878 naar Newmarket, Suffolk, het centrum van de paardenfokkerij.

## Entomologie
Verrall had een grote belangstelling voor natuurlijke historie, in het bijzonder entomologie. Hij werd lid van de 
Entomological Society in 1866 en later secretaris (1872 - 1874) en voorzitter (1899 - 1900).
Verrall was een van de meest invloedrijke Britse dipteradeskundigen en werkte aan veel verschillende families met zijn neef James Edward Collin (1876-1968). Verrall kocht de collecties van verschillende Europese dipterologen: Ferdinand Kowarz (1838 - 1914), die vele soorten van Hermann Loew (1807 - 1878) bevatte en van Jacques-Marie-Frangile Bigot en Justin Pierre Marie Macquart (1778 - 1855). Deze, samen met de vliegen die door Collin en Verrall zelf zijn verzameld zijn nu te vinden in de Hope Entomological Collections van de Universiteit van Oxford. 
Samen met Collin beschreef Verrall meer dan 900 soorten diptera.

## Botanie
Zijn interesse in de plantkunde en het behoud van wilde dieren leidde ertoe dat Verrall stukken van het huidige natuurgebied Wicken Fen
aankocht om te zorgen dat het beschermd en behouden kon blijven. Het lukte hem een aantal soorten flora die eerder uitgestorven waren verklaard, te herontdekken. 

## Politiek
In de politiek was Verrall een conservatieve unionist, en in 1894 werd hij voorzitter van de Newmarket and District Conservative Association. Hij was lid van Cambridgeshire County Council, Newmarket Urban District Council en Newmarket Board of Guardians. Hij had de leiding van de verkiezingscampagne van kolonel Harry McCalmont die de verkiezing won in 1895. Toen McCalmont stierf werd Verrall gekozen tot lid van het parlement voor Newmarket. 
Zijn periode in het Lagerhuis was slechts kort. Al geruime tijd ziek en uitgeput van de verkiezingscampagne van 1910 
stierf hij in september 1911 op 64-jarige leeftijd aan oedeem in Newmarket.

## Werken
Hij publiceerde twee boeken:
- Platypezidae, Pipunculidae and Syrphidae of Great Britain (1901)
- Stratiomyidae and succeeding families of the Diptera Brachycera of Great Britain (1909) online

- CiNii: DA10790817
- Gemeinsame Normdatei: 119301911
- International Standard Name Identifier: 0000 0001 1654 2478
- Library of Congress Control Number: n94106449
- Nederlandse Thesaurus van Auteursnamen: 298139081
- Istituto Centrale per il Catalogo Unico: TO0V464468
- SNAC: w65z2pdf
- Système universitaire de documentation: 256079374
- Semantic Scholar: 88135177
- Virtual International Authority File: 60782360
- WorldCat: E39PBJp686WJx7Rd3QYKQVgdwC